# 애리얼 월러
애리얼 월러(Ariel Waller, 1998년 5월 16일 ~ )는 캐나다의 배우이다.

## 출연 작품
- 잭 브룩스: 몬스터 슬레이어 (2007)
- 카디아 (2006, Kardia)
- 신데렐라 맨 (2005)